# 王智涛
王智涛（1906年—1999年），中国人民解放军将领、中国人民解放军开国少将。
曾任高级防空学校校长。1955年，授予中国人民解放军少将。